# Bukit Pibang
Bukit Pibang är en kulle i Indonesien.   Den ligger i provinsen Aceh, i den västra delen av landet, 1 600 km nordväst om huvudstaden Jakarta. Toppen på Bukit Pibang är 112 meter över havet, eller 82 meter över den omgivande terrängen. Bredden vid basen är 1,8 km.
Terrängen runt Bukit Pibang är huvudsakligen platt.Runt Bukit Pibang är det ganska glesbefolkat, med 47 invånare per kvadratkilometer. Trakten runt Bukit Pibang består till största delen av jordbruksmark.